# سیب مرداب
سیب مرداب (نام علمی: Annona glabra) نام یک گونه از فرمانرو گیاه است.